# 威尼斯經濟史
威尼斯位於亞得里亞海的盡頭，因為獲得了鄰近中歐市場的大規模利潤，幾百年來曾經是歐洲最富有和最強大的中心。威尼斯是中世紀與阿拉伯人以及間接與印度人貿易的主要中心。它也是中世紀歐洲其他地區經濟發展和一體化的起源。
威尼斯的經濟大概在15世紀達到頂峰，當時他們使用獨家的貿易協議，壟斷了印度人透過阿拉伯人在印度進行的香料貿易。這促使西班牙人和葡萄牙人開始尋找通向印度的新路線，從而導致了新大陸的發現和近代的開始。
然而，只有貴族或總督有權行使帶來財富的長途貿易。它把生產業和小企業留給了社會上沒有能力成為議會成員的階層，這是貴族的明顯標誌。另一方面，他們為競爭對手提供保護，防止其違反保密規定，並採取了嚴格的控制措施。

## 簡介
威尼斯的歷史淵源可以追溯到伊特拉斯坎文化。後來在威尼斯長大的定居點則復興羅馬後期與義大利北部的貿易。十字軍東征和對拜占庭首都的佔領開闢了通向東方並深入亞洲的直接途徑。但是，這些航次類似於前往法蘭德斯，突尼斯，敘利亞和君士坦丁堡的昂貴航次，他需要大量的資本支撐，這通常便意味著信貸的流行。
在十字軍東征影下，帶來了交易，其中在威尼斯的獲利回吐下，它很快成了最繁盛、最強大的海上貿易國。在君士坦丁堡（1204）被征服前的一個世紀，許多商人的殖民地已經開始繁榮起來。這（尤其是威尼斯人對克里特島和其他要點牢固的的佔領）為自由貿易和派往地中海市場的大型船隻之護航提供了一定的基礎。此外，它還提供了許多機會來調節當地的力量平衡，並部分確保了母鎮的生產模式，尤其是小麥。
那時，核心貨幣主要是黃金或白銀，結果導致經濟嚴重依賴於這些金屬及時的流入和流出。因此，威尼斯要想保留並增強其作為國際貿易平台和轉台的作用，就必須建立更高度靈活的貨幣體系，並在由銀和金所組成的硬幣之間，改變其原本的匯率。此外，威尼斯內部和外部流通的貨幣之間之匯率變動，亦必須適當調整。
此外，義大利的貿易商習慣了貨幣付款方式—這可以幫助避免運輸昂貴而危險的黃金和白銀。信貸成為彌合普遍缺乏的貴金屬的其中一種方法，同時，通過簡單的銀行轉賬或借助匯票，便可加快貨物周轉的速度。此外，浮動貸款也可以被使用，這些貸款通常被用作與交易員的錢，彼此之間循環流動。
儘管中間貿易占著威尼斯的主導地位，但造船業從一開始就是當時最重要的行業—迄今為止，它也是最重要的行業。在中世紀後期，絲綢的生產，玻璃制的窗簾都相當重要。當然，鹽的壟斷仍然是最重要的，尤其是小麥和小米的貿易。這種貿易對於富人的財富貢獻，不亞於貿易的其餘部分。
在近代早期，威尼斯的力量達到了頂峰，但是這個小小的超級大國卻無法利用其龐大的資源來對抗鄂圖曼土耳其帝國和西班牙帝國勢力的強勢入侵。威尼斯漸漸失去了它的殖民地，並失去了對亞得里亞海貿易的壟斷。此外，荷蘭和英格蘭的首都也壓倒了來自威尼斯的競爭對手，因為它們不接受任何威尼斯人的貿易壟斷，並且將貿易帶進了北大西洋及新大陸。此外，由於貿易保護主義在大多數地中海和歐洲國家猖獗，市場的准入變得越來越困難。
到了尾聲的時候，威尼斯共和國逐漸地變成一個保守的農業國家，儘管觀光產業持續地在增加，但也仍無法讓國家起死回生。

## 9世紀以前

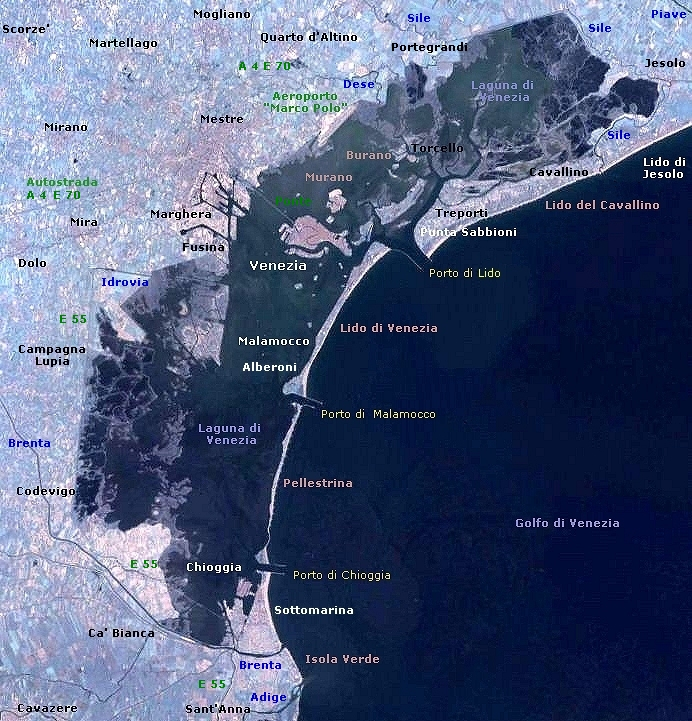
今天的潟湖全貌（衛星雲圖）

在古代時期時的海平面比今天還要再低幾米。從伊特拉斯坎的相關遺址顯示，其聚落存在的年代比希臘還要久遠。基奧賈（克洛迪亞）是當時羅馬的軍事殖民地，在大運河上方的土耳其商館（Fontego dei Turchi）中，發現了圖拉真皇帝時代的硬幣。
約6世紀時，漁業為主要產業，但在價值總體上，海鹽和穀物則占了多數。在西元大約750年的時候，倫巴底國王埃斯托夫禁止與拜占庭的臣民進行貿易——這意味著商人們都將改與居住在潟湖湖畔的當地人民貿易。大約780名的帕維亞貿易商提供了來自東方的骨螺紫等商品。
在 785 年之前，威尼斯商人都主要居住在拉文納和所謂的「五城」，後來他們在787年/791年間相繼被法蘭克人“驅逐”。而在三十年前，他們便已經開始與撒拉森人進行奴隸貿易。
交易主要包含著布製品。顯然的，硬幣和鑄幣在當時是很常見的——例如當時正在使用中的虔誠者路易皇帝硬幣，然而，其背面印有“威尼斯”  ——不過比起該硬幣，威尼斯人更喜歡維洛那的硬幣，儘管在九世紀時，威尼斯鑄幣廠便已經驗證了一切了。

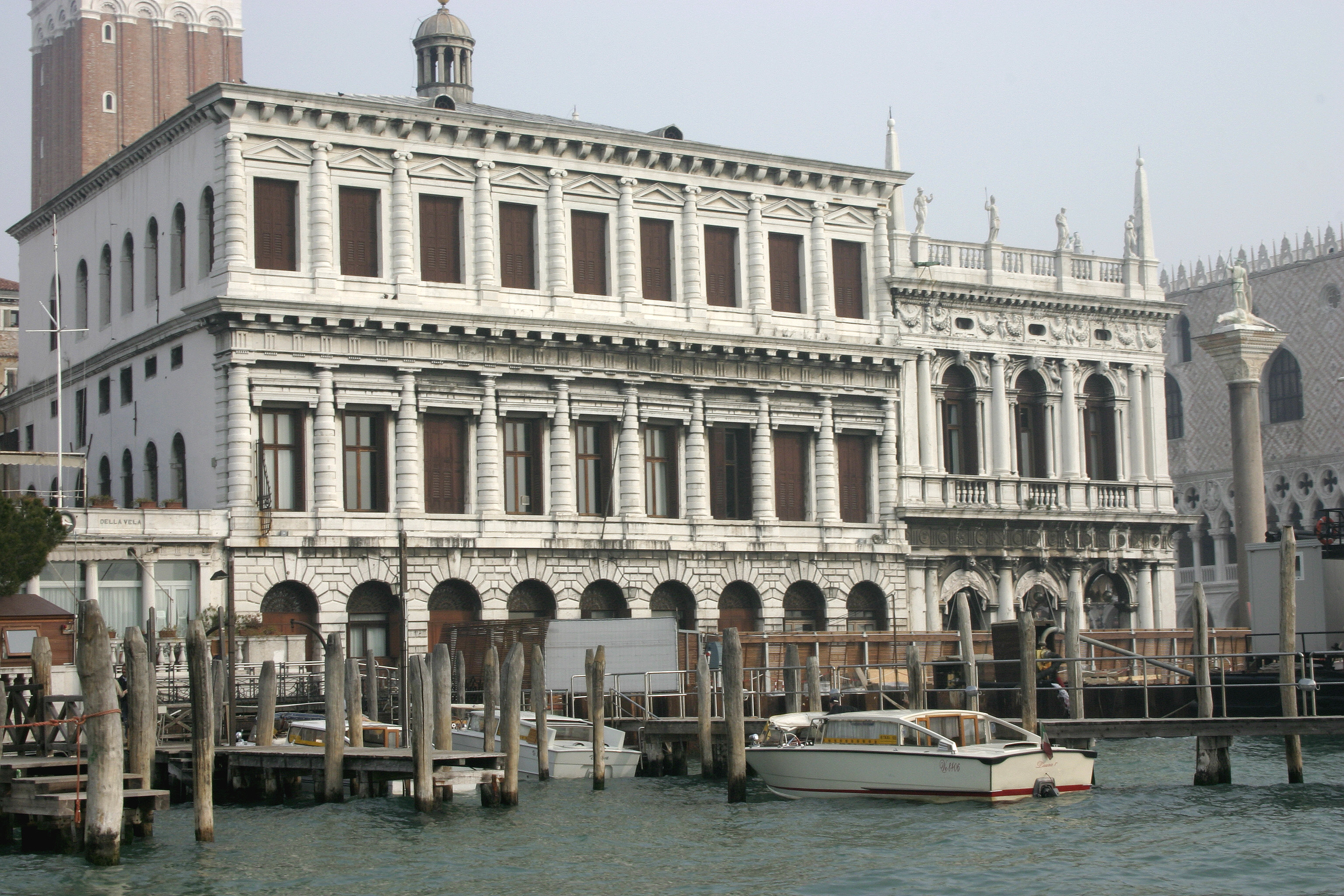
威尼斯鑄幣廠

很快的，托爾切洛島的早期商場很快就被馬拉莫科取代，到後來，後者又被里亞爾托所取代。奧利沃洛、聖馬可和里亞爾托周圍的核心組成了三個要點：一個為主要的造船、軍火庫，一個作為當地的政治中心，一個作為對外的貿易和交流中心。
某些家族在封建制度初期之大量房地產的收購下，為他們自己帶來了巨額資金。而在829年，查士丁尼·帕提西帕奇奧總督的最終遺囑表明，這些家庭都確實地將他們的收入，投入到建築、商品和裝飾品上，但更令人驚訝的是，他們在信貸和貿易公司上的投資比前者甚至更多。由此可知，領導階層參與貿易的次數顯然非常頻繁，遠遠超過鄰近國家的貴族。

## 9世紀到1171/1204年之間

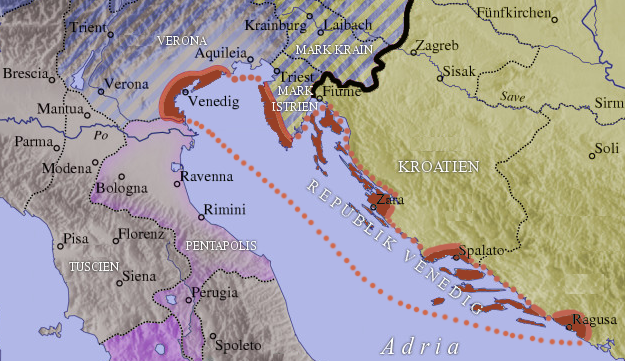
1000年時的威尼斯疆域

隨著控制波河河口的科馬基奧(883年)被毀滅後，威尼斯人開放了貿易範圍，一直到帕維亞和皮亞琴察——準確來說，更像是因為胖子查理的條約開放了他的王國。與此同時，威尼斯與伊斯特拉和達爾馬提亞的關係要緊張得多，他們持續與達爾馬提亞海岸的納倫塔尼海盜抵抗到1000年，當時的總督彼得羅二世·奧爾賽奧洛征服了該地區的北部和中部。
神聖羅馬帝國以自己的特權與在亞得里亞海的霸權，和992年拜占庭皇帝的海圖相互結合。 作為對意大利南部的阿拉伯人的軍事援助的補償，拜占庭皇帝巴西爾二世減半了對外船隻的稅收。此外，威尼斯人開始與埃及的突尼斯和亞歷山大進行貿易，在那裡，他們運送木材、武器、金屬和奴隸，儘管有時候與伊斯蘭教的貿易會被禁止。在利奧五世皇帝（813-820）在位期間，他便禁止這種貿易。
後來威尼斯在與拜占庭的貿易中發揮了重要作用，成了該帝國的商業出口和供應中心。拜占庭的出口品，如豪華絲布、香料、貴金屬都經過威尼斯，而奴隸、鹽和木材則會從威尼斯運往拜占庭和穆斯林黎凡特。然而在9世紀之後，威尼斯逐漸地從拜占庭帝國中獨立。
在1082年時，阿萊克修斯一世頒發了金璽詔書，以換取他們保衛亞得里亞海，並對抗諾曼人，除此之外，他還授予威尼斯商人的免稅交易權，包括整個拜占庭帝國中最重要的23座拜占庭港口，並且保證他們受到拜占庭管理者的財產權保護，並在君士坦丁堡內贈予他們建築物和碼頭。這些讓步讓威尼斯極大地擴大了他們在整個東地中海的貿易活動。
在大約1098年，威尼斯獲得了與被十字軍征服的聖地，進行自由貿易的權利，因為它在1100年幫助了布永的高佛瑞（Gottfried von Bouillon），而他隨後征服了敘利亞的貿易中心蒂羅斯（Tyros）。殖民地享有獨裁和自給自足。從敘利亞到小亞美尼亞，他們的貿易正是深入亞洲地區，並且將目光投向亞歷山大和馬格里布等這些「未來的殖民地」。
1258年特權的對應，成為了1084年亨利四世為他的整個領土割讓的特權之一。深陷在職權之爭中的他，允許威尼斯人在他的整片領土上進行貿易，但他的臣民不得將他們的貿易活動擴展到威尼斯。加上在亞得里亞海和原料的壟斷，以及商人只能用城市提供的中間體在威尼斯進行貿易的情況，使得威尼斯逐漸走向壟斷東西方貿易的道路。

### 突然致富與其封建生活
在征服君士坦丁堡並建立其殖民帝國後，威尼斯成為地中海東部的主導力量——並與熱那亞共同競爭。此種優勢與拉丁帝國（1204-61 年）一起形成了政治框架，並允許其大規模的貿易擴張。此外，商人還參與了與聖地日益增長的貿易，阿卡一直在那裡發揮著主要作用，直到1291年。
然而，僅靠貿易是無法解釋支撐如此大量的資金，不僅需要眾多貴族的支持，Populari grassi更是快速的致富，並且收購了位於泰拉弗瑪的莊園。老氏族雖然極力阻止這種發展，但也回天乏術。雖然歐洲大陸的城鎮皆反對這種「入侵」，但威尼斯仍以此種方式投入了巨額資金。
多虧於波普拉瑞和格蘭迪的巨大財富，僅僅少數城鎮發生了零星衝突。兩者合而為一，其成員被視為麥格尼：他們掌握著政治權力，並且壟斷了遠洋貿易的所有利潤。他們通過派遣3,000~4,000名男丁及其家人至克里特島，進一步減輕了壓力。一些貴族則在愛琴海建立起屬於他們自己的小帝國；其中許多人用這些殖民地中的數百個軍事和行政職位作為佔位符。
威尼斯的帝國版圖從威尼斯延伸到克里特島。它的中心點是金角灣。儘管威尼斯完全無法征服十字軍向恩里科·丹多洛（Enrico Dandolo）承認的舊帝國的八分之三，但它仍然獲得了戰略要地。

## 鼎盛時期（13~15世紀）

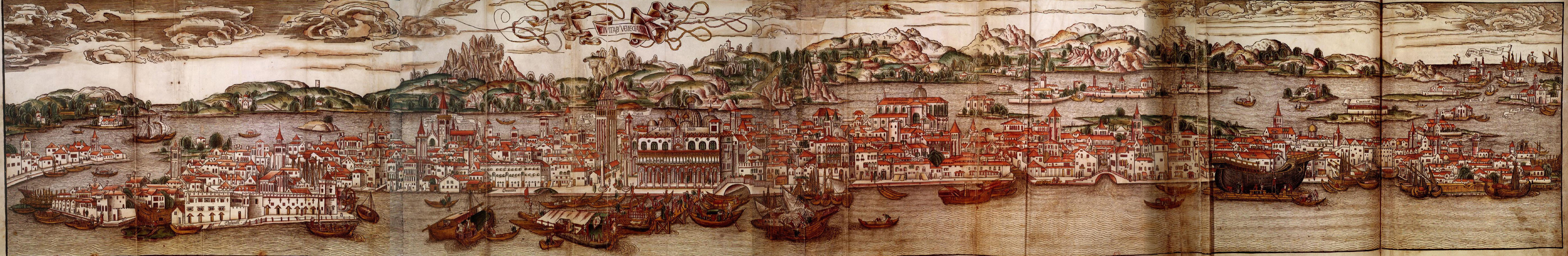
15世紀的威尼斯地圖。該圖由埃哈德·魯威奇在1486年2月12日的美因茲所繪畫、印刷。

在阿拉伯人征服耶路撒冷後，導致通往巴格達和大不利茲的貿易路線被迫大幅度偏離。奇里乞亞亞美尼亞王國成了現在是主要的貿易中心。此外，威尼斯人失去了他們在埃及的主要港口，並且在1291年失去了最重要的阿卡港。因此，他們只能試圖穿越亞美尼亞、波斯與土耳其斯坦。
經過漫長而艱難的談判，他們重新被拜占庭帝國所接納。這一點非常重要，因為現在通過博斯普魯斯海峽航行是到達中亞的最重要之路線。馬可波羅在1278年至1291年間利用該海峽穿越至亞洲並非巧合。第二條路通往特拉布宗，經波斯灣再到印度，第三條路從頓河口的塔納到伏爾加河和里海再到印度。
但是，大部分的貿易都是通過海船而不是在陸路進行的。威尼斯因此發展了具有強大保護手段的船隊系統，但是政府同時也鼓勵進行私人貿易。

## 衰弱
根據迪亞哥·普加和丹尼爾·特雷弗勒的說法，導致威尼斯難以在長途貿易中獲得更有利可圖的價值的原因是因為「威尼斯大議會的鎖定」（議會參與遺傳性）。这大大的減少了世襲貴族以外的成員参與政治決策和經濟進程（如關係契約）的機會。這種政治和經濟權力的分化導致了政治開放、經濟競爭力和社會流動性的根本轉變，並導致了政治封閉、極端的經濟不平等以及社會分化和僵化。
根據經濟歷史學家揚·德弗里斯 (Jan De Vries) 的說法，威尼斯在地中海的經濟實力在17世紀初顯著下降。他將這種下降歸因於香料貿易的減少、缺乏競爭力的紡織業衰退、復興的天主教會導致其圖書出版備受競爭、三十年戰爭對威尼斯主要貿易夥伴的不利影響以及不斷增加的棉花和絲綢之進口成本。

## 鹽業

1450年時，威尼斯在東地中海的殖民地。

威尼斯共和國在以鹽業建立的貿易路線上積極從事鹽、鹽製品和其他相關產品的生產和貿易。到了7世紀，威尼斯在基奧賈生產了自己的鹽並且用於外銷貿易，但最終轉向在整個東地中海購買和建立生產鹽的工廠。威尼斯商人從埃及、阿爾及利亞、克里米亞半島、撒丁島、伊維薩島、克里特島和塞浦路斯購買鹽並獲得鹽的生產。這些貿易路線的建立還使威尼斯商人可以從這些港口提取其他有價值的貨物，例如進口印度香料來進行貿易。然後他們向波谷的城市出售或供應鹽和其他商品-皮亞琴察，帕爾馬，雷焦、博洛尼亞等 - 以換取意大利臘腸、意大利熏火腿、奶酪、軟小麥和其他商品。威尼斯的出口商有義務將鹽進口到威尼斯，為此他們獲得了補貼——鹽進口補貼。威尼斯政府隨後將鹽以利潤的形式轉售給意大利、達爾馬提亞、斯洛文尼亞和海港國家的市場，這是鹽稅的一種形式。威尼斯壟斷了許多類似的市場。1464年，鹽務辦公室在扣除成本後總共收集了165,000金幣，約佔威尼斯州總收入的15%。

## 外部連結
- 威尼斯共和國
- 威尼斯總督
- 第四次十字軍東征
- Hans-Jürgen Hübner: Wirtschaftsgeschichte Venedigs （页面存档备份，存于） (德文)
- Coins (engl.) （页面存档备份，存于）（英文）
- Venezia e le isole della Laguna （页面存档备份，存于） archeologia subacquea (義大利文)